# ヴェステルプラッテ
ヴェステルプラッテ（Westerplatte）は、ポーランドのグダニスクにおける岬で、マルトゥファ・ヴィスワ川（Martwa Wisła、ヴィスワ川の支流の一つ）の河口に存在する。1926年 - 1939年の間、自由都市ダンツィヒの領土（現在はポーランド領グダニスク）であったが、ポーランド軍の基地が存在していた。
この場所は、1939年のナチス・ドイツによるポーランド侵攻の際の最初で長時間にわたった攻防である、ヴェステルプラッテの戦闘で有名である。

## ポーランド軍基地
1925年、国際連盟の会議は、ヴェステルプラッテにポーランドが88人の兵士を配備することを許可した。1939年9月に、ヴェステルプラッテの兵士は182人に増加した。彼らは、75mm野砲一つと、37mm対戦車砲二つと、歩兵砲四つとたくさんの中機関銃を配備していた。ここは厳密な要塞ではなく、島の森の中にいくつかのコンクリートのトーチカが配置されていただけだった。
ポーランドの守備隊は、自由都市ダンツィヒの都市部から海岸の水路により分離されており、細い埠頭の道のみが本土との接続路であった。戦争の際には、防御側はここへ撤退し12時間攻撃を耐えることができると考えられていた。
ポーランドの防御部隊の指揮官はヘンリク・スハルスキ(Henryk Sucharski)少佐で、実行部隊の指揮官は、 フランチシェク・ドンブロフスキ(Franciszek Dąbrowski)大尉であった（最近の研究では、スハルスキが神経性の不調で倒れてから、9月2日からドンブロフスキ大尉が指揮を執っていたと言うものもある）。

## ヴェステルプラッテの戦い

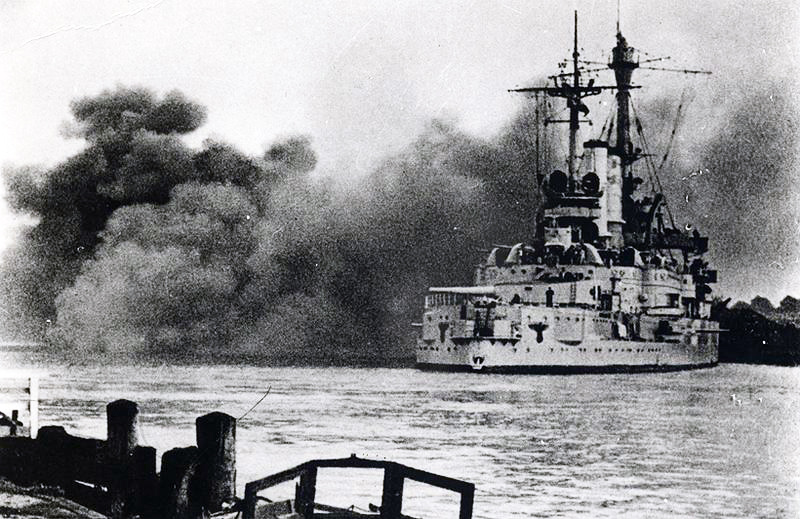
1939年9月1日、ヴェステルプラッテのポーランド軍守備隊に砲撃を浴びせるドイツ戦艦シュレスヴィヒ・ホルシュタイン

1939年8月の終わり、ドイツの前弩級戦艦シュレスヴィヒ・ホルシュタインが、親善訪問という名目でダンツィヒを訪問し、ヴェステルプラッテの近くに錨を下ろしていた。
1939年9月1日現地時間4時45分、宣戦布告などといった予告もなしにシュレスヴィヒ・ホルシュタインは、突如その280mmと150mm砲でポーランドの守備部隊を砲撃を始め、ポーランド侵攻を開始した。これに続き、ドイツの海軍突撃歩兵中隊により攻撃が行なわれ、簡単に勝利を手に入れることを期待されていた。しかし、ポーランドの軽火器と機関銃により反撃をうけた。その日、2回の攻撃でも同様に反撃を受け、ドイツは予想外の損害を受けた。しかし、ポーランドの75mm砲は水路を横切ってドイツ軍へ28回砲撃した後に破壊された。
翌日、ドイツは何度も海軍や、野砲（210mmの榴弾砲を含む）による砲撃とJu87スツーカによる急降下爆撃をヴェステルプラッテに加えた。SS「ハイムヴェール・ダンツィヒ」（ダンツィヒのSSと警察部隊）と戦闘工兵は繰り返し攻撃をし、ポーランド軍はその影響を受け、7日の間攻撃が頓挫していた。最終的にヴェステルプラッテの守備兵は、たくさんの死傷者をだし、彼らは食料、水、武装、医薬品の補給が枯渇し、9月7日に降伏をした。

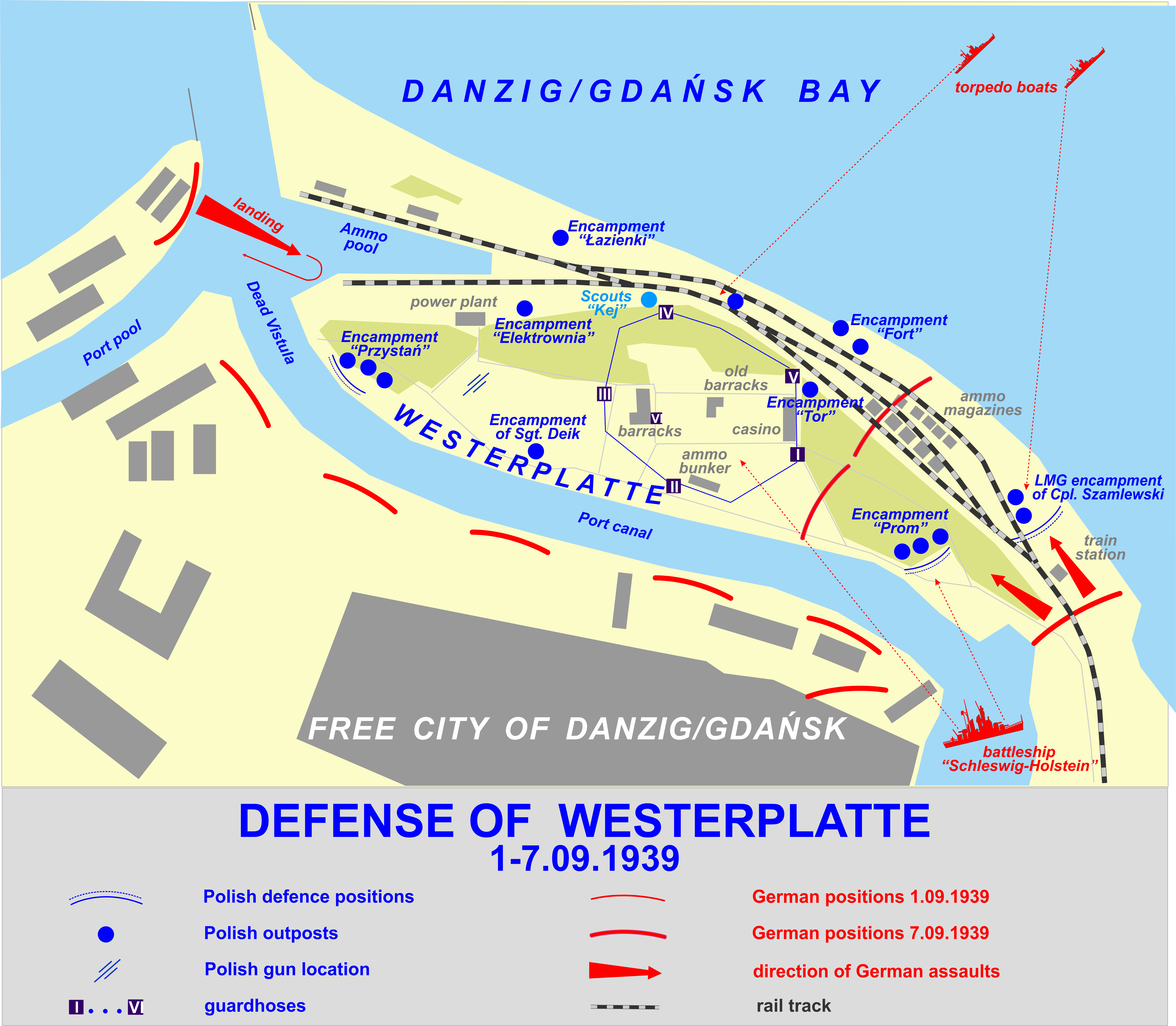
1939年9月1日、ヴェステルプラッテの戦いの地図。下のダンツィヒ港と上の海との間にヴェステルプラッテがある

約2600人のドイツ兵が205人のポーランドの守備隊に対して戦闘を行った。正確なドイツ軍の損害は不明であるが、その数は数百人と推定され、ポーランド人の損害は、14人死亡、53人が負傷ともっと少なかった。更に、無線通信士のカジミェシュ・ラシンスキ軍曹が、捕虜になった後、暗号コードをドイツに教えることを拒んだため殺害された。

## 戦後
島の廃屋とトーチカ跡は現在も残っている。戦後、廃屋の1つが記念館とされ、シュレスヴィヒ・ホルシュタインからの2つの砲弾が門の前に飾られている。
ポーランドの詩人、コンスタンティ・イルデフォンス・ガウチンスキ(Konstanty Ildefons Gałczyński)は、この戦闘に関してよく知られた詩、「ヴェステルプラッテに兵士の歌」(Pieśń o żołnierzach Westerplatte)を残している。

## 関連項目

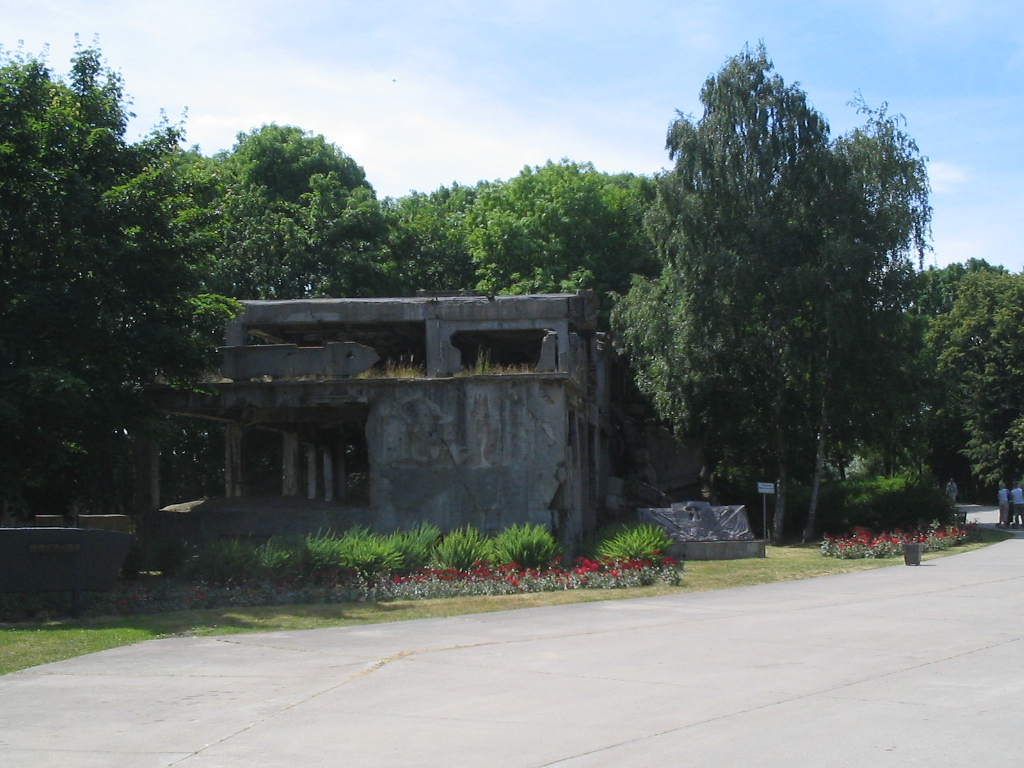
ヴェステルプラッテの廃墟